# Exechia macula
Exechia macula är en tvåvingeart som beskrevs av Chandler 2001. Exechia macula ingår i släktet Exechia och familjen svampmyggor. Arten är reproducerande i Sverige. Inga underarter finns listade i Catalogue of Life.